# She & Him
She & Him is een Amerikaans indie-/folkduo bestaande uit Zooey Deschanel (zang, piano, ukelele) en M. Ward (zang, gitaar, productie). Het eerste album van het duo, Volume One, werd uitgebracht op het Merge Records label in maart 2008. Het duo wordt dikwijls vergezeld door sessiemuzikanten zoals Rachel Blumberg (drum), Mike Mogis (steelgitaar, mandoline) en Mike Coykendall (bas, gitaar).

## Geschiedenis
Deschanel en Ward ontmoetten elkaar op de set van The Go-Getter, een film waarin Zooey de hoofdrol speelde. De regisseur, Martin Hynes, stelde ze aan elkaar voor en vroeg ze om een duet te zingen dat bij de aftiteling zou worden afgespeeld. Ze besloten om een liedje van Richard en Linda Thompson te doen, "When I Get to the Border." De twee deelden ook hun interesse in muziek geproduceerd door George Martin en Phil Spector en in bepaalde Ralph Peer groepen zoals de Carter familie.

I always have loved music, ever since I was really little. I just loved to sing. (Ik heb altijd van muziek gehouden, vanaf dat ik klein was. Ik hield gewoon van zingen.)
— Zooey Deschanel

Ward, die had gehoord dat Zooey al eerder had gezongen in de film Elf, en was verbaasd om te horen dat ze zelf liedjes schreef, maar dat ze zich nooit op een muziekcarrière had gericht. Deschanel zegt in een interview met Venus Zine, Ik dacht altijd dat ik zou kunnen zingen en acteren, maar op een bepaald punt, werd het zingen bemoeilijkt door mijn acteerwerk. Maar ik schreef een gigantische hoeveelheid muziek, maar ik wist niet echt wat ik ermee moest doen. Ik wist niet met wie ik moest samenwerken totdat ik Matt ontmoette, en alle stukjes van de puzzel vielen perfect op zijn plek. Zooey had al enkele jaren home demo’s geschreven, maar was te verlegen om een grote bekendheid te worden. In een bevlieging besliste ze deze demo’s naar Ward te sturen. Ward belde haar niet veel later terug, om te zeggen dat hij haar liedjes in de studio wilde opnemen, en She en Him was gevormd. Deschanel zei in een interview:"I always have loved music, ever since I was really little. I just loved to sing."(“Ik heb altijd van muziek gehouden, vanaf dat ik klein was. Ik hield gewoon van zingen.”)

### Volume One
Ze werkten voornamelijk samen via e-mail, Ward vanuit zijn Portland, Oregon studio en Zooey vanuit haar huis in Los Angeles, California. De stad heeft veel invloed op Deschanel's muziek. De muziekscene van California heeft ook invloed op het werk van M. Ward.
Ward wilde even "spelen" met de muziek de Zooey haar had toe gestuurd, maar ze ging naar zijn studio om de finishing touch aan het album toe te voegen. Ze namen het album op in Portland in december 2006 en in februari–Maart 2007. In drie sessies was het album voltooid. Ze namen ook op in Mike Coykendall's en Adam Selzer's studios, en hadden een mixsessie met Mike Mogis in zij Omaha, Nebraska studio in april of mei 2007. Het album heeft ook de typische Omaha sound.
Ze namen een pauze toen Ward op Tour was en Zooey een film aan het inblikken was. Hun album verscheen op 18 maart 2008. Hun eerste publieke vertoning als band was een jaar en 2 maanden voor de Sundance screening van The Go-Getter. Ze traden ook sporadisch op op verschillende andere evenementen, ze begon ook te toeren in 2008.
Paste Magazine verklaarde het album al nummer 1-album van het jaar.

### 2008 Tour

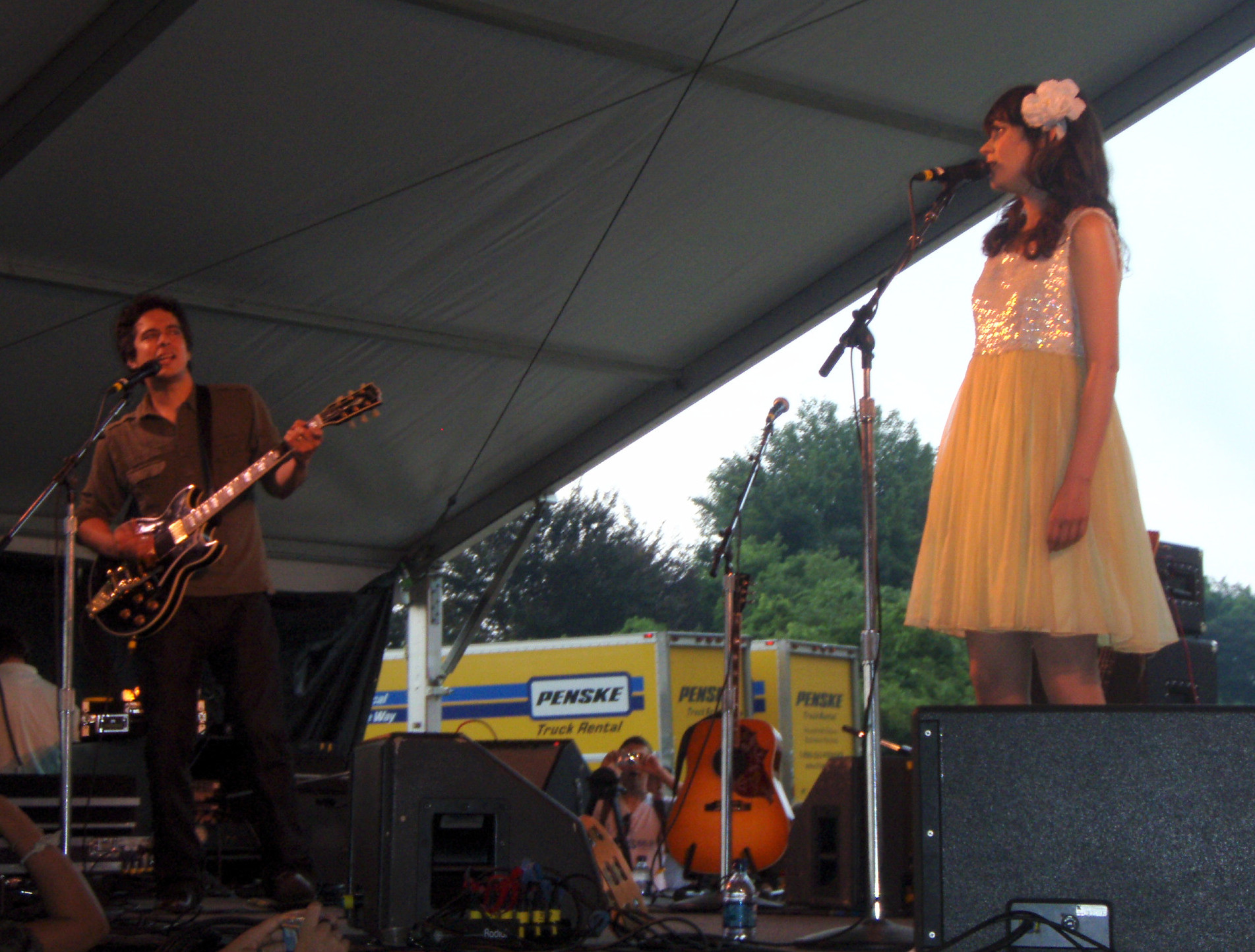
She & Him aan het werk op het Newport Folk Festival (2 augustus 2008)

Ze stonden op het South by Southwest festival in maart 2008, en gingen toeren in juli en augustus 2008. Becky Stark verzorgde de backingvocals.

### Volume Two
17 Maart 2010 brachten zij hun tweede album uit getiteld Volume Two. Het album bevat covers van NRBQ en Patience en Prudence, en een gastoptreden van de indie band Tilly and the Wall in "In the Sun."

### 2010 Tour
She and Him toerde tijdens de lente van 2010. Ze traden op doorheen heel de Verenigde Staten en ook op verschillende festivals, waaronder South by Southwest, Coachella, Bonnaroo, Savannah, Sasquatch, Nateva, Verge and the inaugural LouFest in St. Louis. Het duo toerde ook door Europa en traden daarbij op in onder meer Londen, Madrid, Barcelona, Parijs, Berlijn, Kopenhagen, Stockholm, Oslo en Amsterdam. Ook werden ze gekozen door Matt Groening om op te treden op het All Tomorrow's Parties music festival in Engeland.

### A Very She & Him Christmas
A very She & Him Christmas werd in september 2011 op Pitchfork aangekondigd. Het album, dat twaalf nummers bevat, werd op 24 oktober 2011 uitgegeven, net zoals de twee vorige albums verscheen deze op het Merge Records label.

## Discografie

### Singles
| Jaar | Single                         | Hitlijst | Album      |
| Jaar | Single                         | FRA      | Album      |
| ---- | ------------------------------ | -------- | ---------- |
| 2008 | "Why Do You Let Me Stay Here?" | —        | Volume One |
| 2010 | "In the Sun"                   | 89       | Volume Two |
| 2010 | "Thieves"                      | —        | Volume Two |

### Compilaties
- "When I Get To The Border" (2007) op The Go-Getter OST
- "This Is Not A Test" (2008) op Word Magazine's Now Hear This! 67
- "This is Not A Test" (2008) op SCORE! Twenty Years of Merge Records
- "Why Do You Let Me Stay Here" (2008) op Paste Magazine Sampler Issue 43
- "Why Do You Let Me Stay Here" (2008) op Merge Records' 2009 Promotional Sampler
- "Why Do You Let Me Stay Here" (2008) op Hear Music's Have You Heard
- "I Was Made For You" (2008) op Un Ete 2008
- "I Put A Spell On You" (January 30, 2009) op Starbucks' Sweetheart 2
- "Please, Please, Please Let Me Get What I Want" (2009) op (500) Days of Summer Soundtrack
- "Have Yourself A Merry Little Christmas" (2009) op SCORE! Holiday Bonus
- "Earth" op 826LA Chickens in Love
- "Fools Rush In" van Levi's Pioneer Sessions 2010 Revival Recordings as a individual free digital single
- "Shape I'm In" (2010) een gratis download van Levi's Shape What's To Come

### Verzamelalbums
- "Oh boy" op Rave on Buddy Holly (Cover)

### Videoclips
She and Him hebben ook een aantal videoclips opgenomen namelijk:
- "Why do you let me stay here?"
- "In the sun"
- "Thieves"
- "Don't look back"

Voor de rest zijn er ook een hele hoop live video's te vinden van optredens in onder andere:
- Late night with Conan O'Brien
- The Late Late Show with Craig Ferguson
- Jimmy Kimmel live!
- The Late Show with David Letterman

### Covers
Op zowel "Volume One" als op "Volume Two" staan verschillende covers, ook coverde ze een nummer voor de Buddy Holy tribute-cd "Rave On Buddy Holly".
Volume One
- You really got a hold on me (Beatles cover)
- I should have known better (Beatles cover)

Volume Two
- Ridin' in my car (NRBQ cover)
- Gonna get along with you (Skeeter Davis cover)

Rave On Buddy Holly
- Oh boy (Buddy Holly cover)

Melt Away: A tribute to Brian Wilson
Dit album covert veertien nummers van Brian Wilson. Do it again heeft Brian Wilson als gast.